# Réserve naturelle nationale des prés salés d'Arès et de Lège-Cap-Ferret
La réserve naturelle nationale des prés salés d'Arès et de Lège-Cap-Ferret (RNN65) est une réserve naturelle nationale située dans l’anse nord du Bassin d'Arcachon. Créée en 1983, elle occupe une surface de 496 ha et protège une des plus vastes étendues de prés salés de Nouvelle-Aquitaine.
Malgré son statut de réserve naturelle, la chasse et la pêche y demeurent autorisées.

## Localisation
Le territoire de la réserve naturelle se situe sur les communes d'Arès et de Lège-Cap-Ferret en Gironde. Sa forme est celle d'un triangle placé à l'extrémité nord du Bassin d'Arcachon.

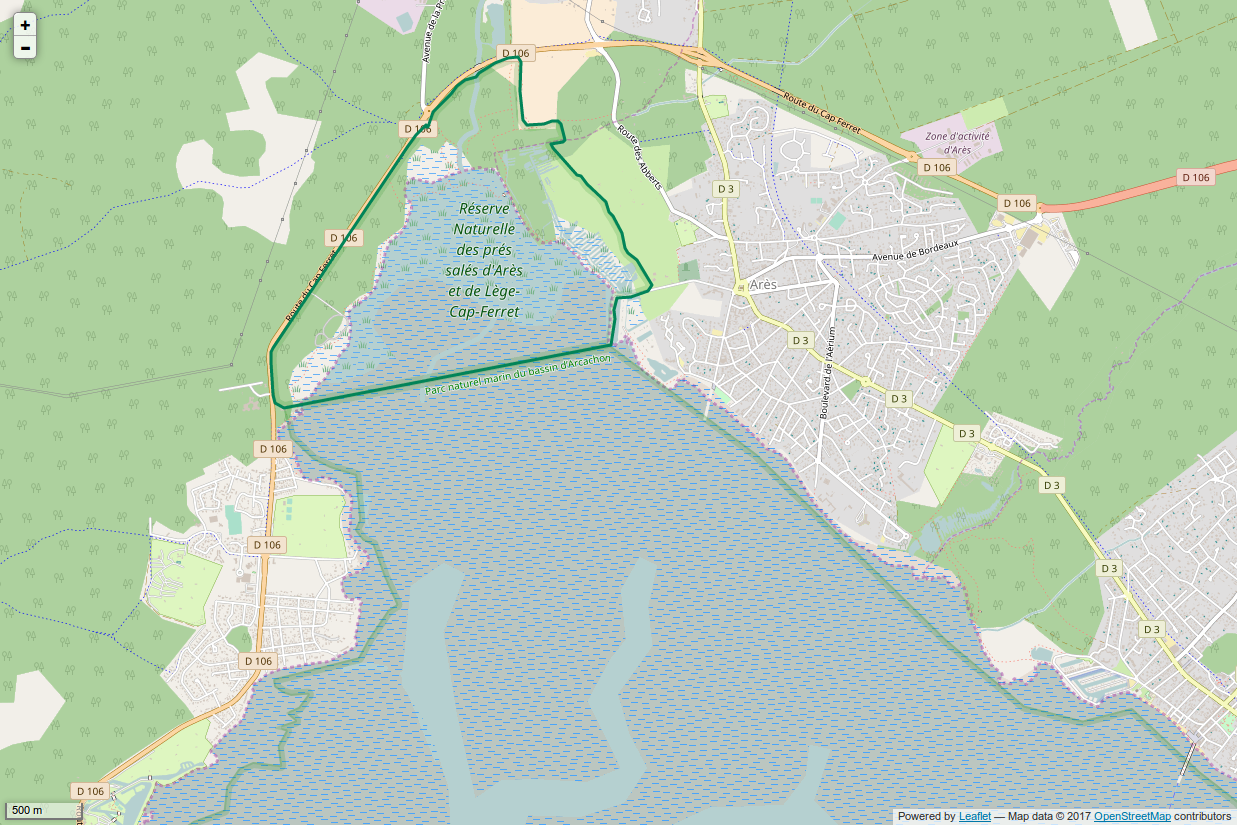
Périmètre de la réserve naturelle.

## Histoire du site et de la réserve
La réserve naturelle a été créée en 1983 pour protéger la richesse floristique et faunistique des prés salés, alors très convoités et soumis à une forte pression immobilière.

## Écologie (biodiversité, intérêt écopaysager…)
Située dans un environnement urbain, la réserve naturelle est le seul site du Bassin d’Arcachon à présenter une transition continue de milieux naturels de la mer à la dune boisée. Elle intègre également la plus vaste étendue de prés salés d’Aquitaine, et accueille donc une flore et une faune caractéristiques.
Sur près de 500 ha, elle offre une transition continue de milieux naturels : vasières, prés salés, ourlet dunaire, dune boisée, forêt. Le rythme des marées diversifie les habitats en découvrant des vasières qui en font une zone importante pour la migration, l'hivernage et la reproduction de nombreux oiseaux de zones humides.

### Flore
La diversité d'habitat a permis le développement d'une flore spécifique d'intérêt patrimonial qui a contribué à la création de la réserve. Le site abrite 7 espèces de plantes protégées au niveau régional (Romulea bulbocodium, Ruppie maritime, Silènes des ports et de Corse, Troscart de Barrelier, Statice à feuilles de lychnis, Renouée maritime) ainsi que 2 autres espèces rares au niveau régional. En 2009 ont été recensés l'Orchis à fleurs lâches et le Sérapias langue.

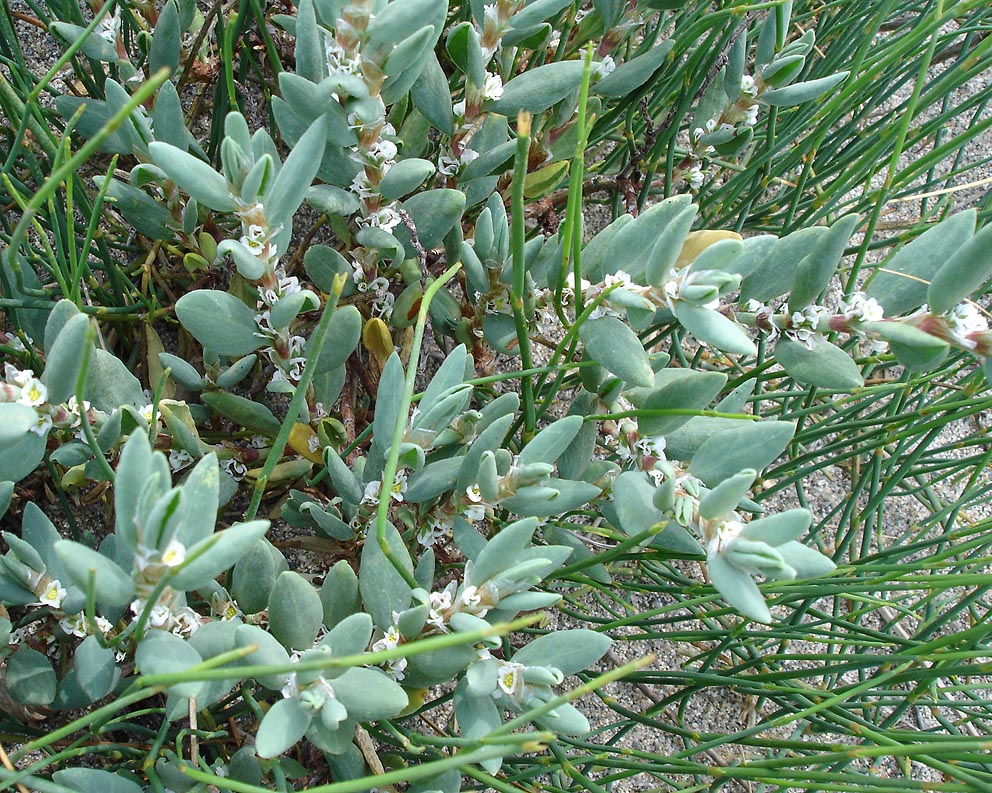
Renouée maritime
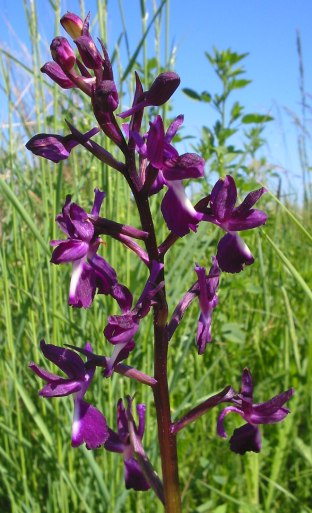
Orchis à fleurs lâches
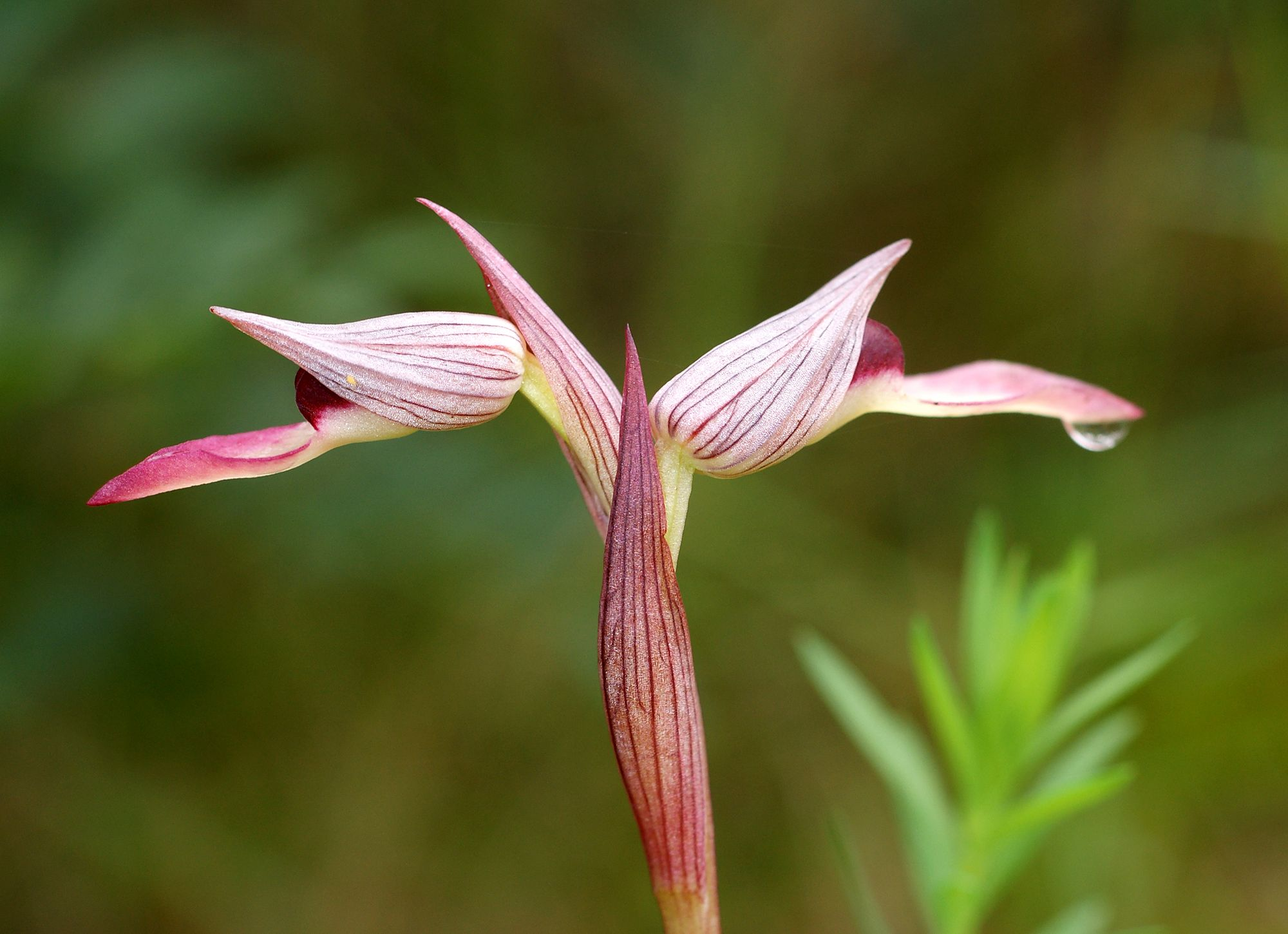
Serapias langue

### Faune
En toute saison, les Milans noirs, hérons et aigrettes sont les plus visibles. En période de reproduction, on peut observer la Gorgebleue à miroir, le Martin pêcheur, le Torcol fourmilier, la Tourterelle des bois ou la Huppe fasciée tandis que résonnent les cris des pouillots, merles, cisticoles, rousseroles et fauvettes. L'hiver, la réserve est un havre pour les oies, canards et limicoles. On y observe également quelques Chevreuils et Sangliers, ainsi que Renard et blaireau. La Loutre d'Europe fréquente régulièrement les bassins à poissons tandis que les chauves-souris trouvent dans la partie orientale des habitats favorables. Pour les reptiles, signalons le Lézard vert. La Cistude d'Europe apprécie les eaux douces ou faiblement saumâtre.
Pour les insectes, on peut mentionner la présence de quelques espèces rares : l'Æschne printanière, le Leste verdoyant, le Damier de la succise et l'Œdipode des salines.

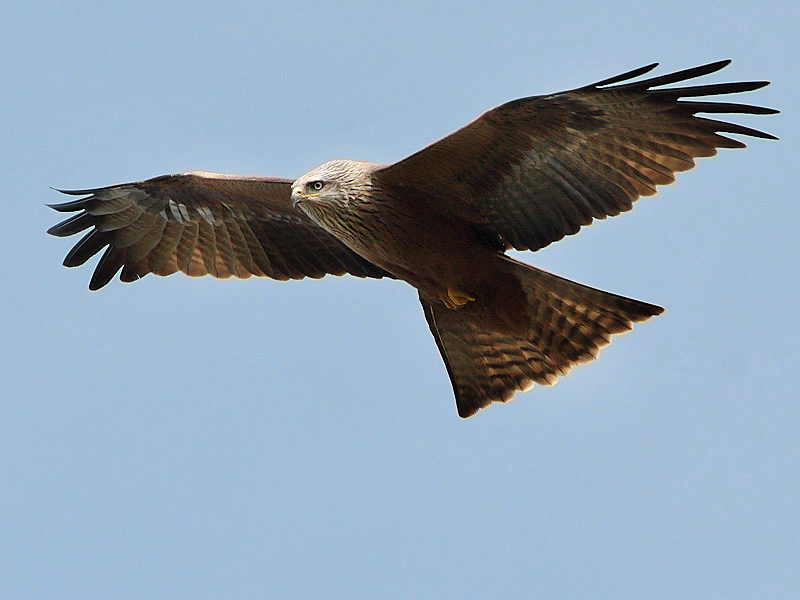
Milan noir
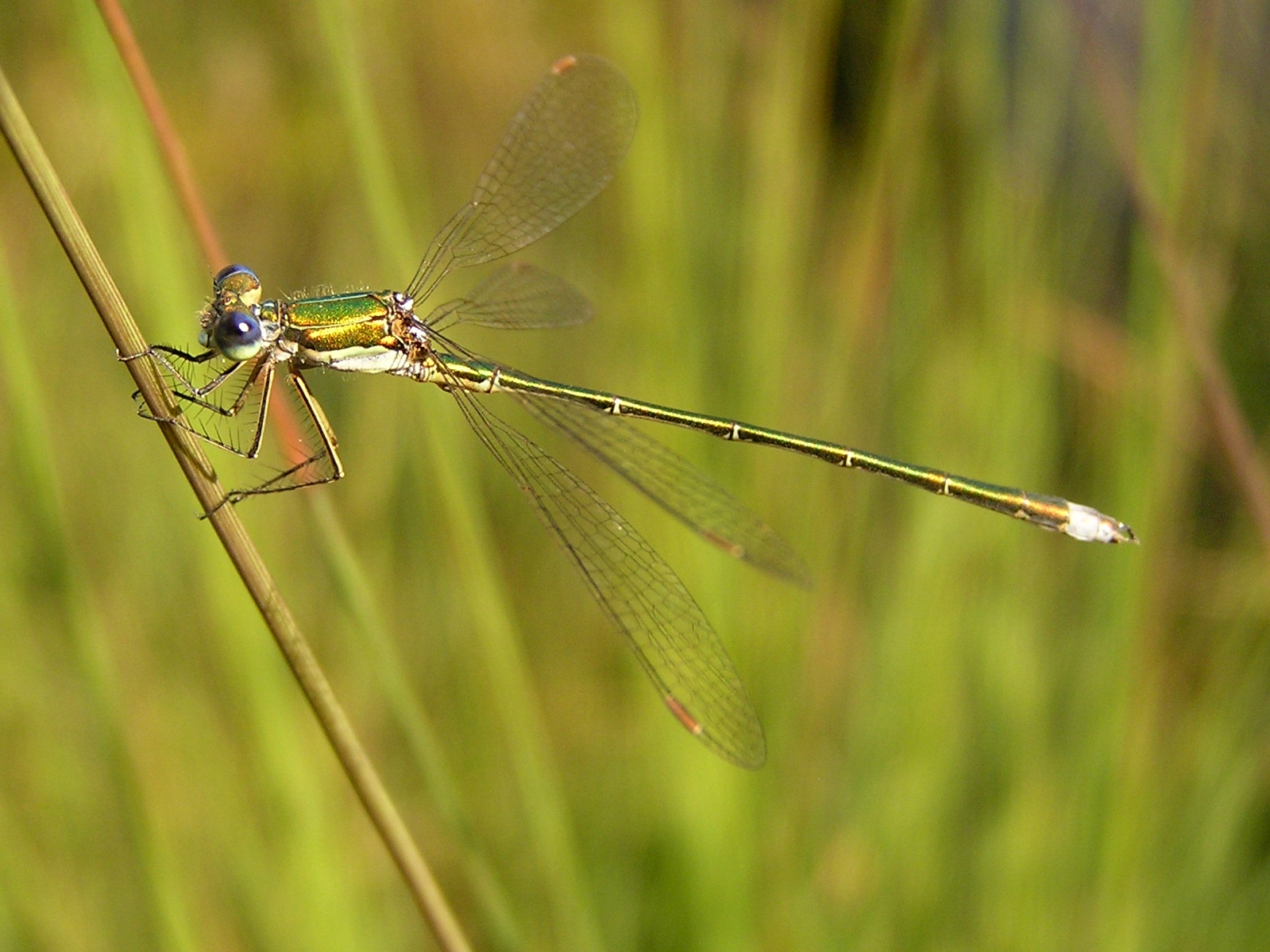
Leste verdoyant
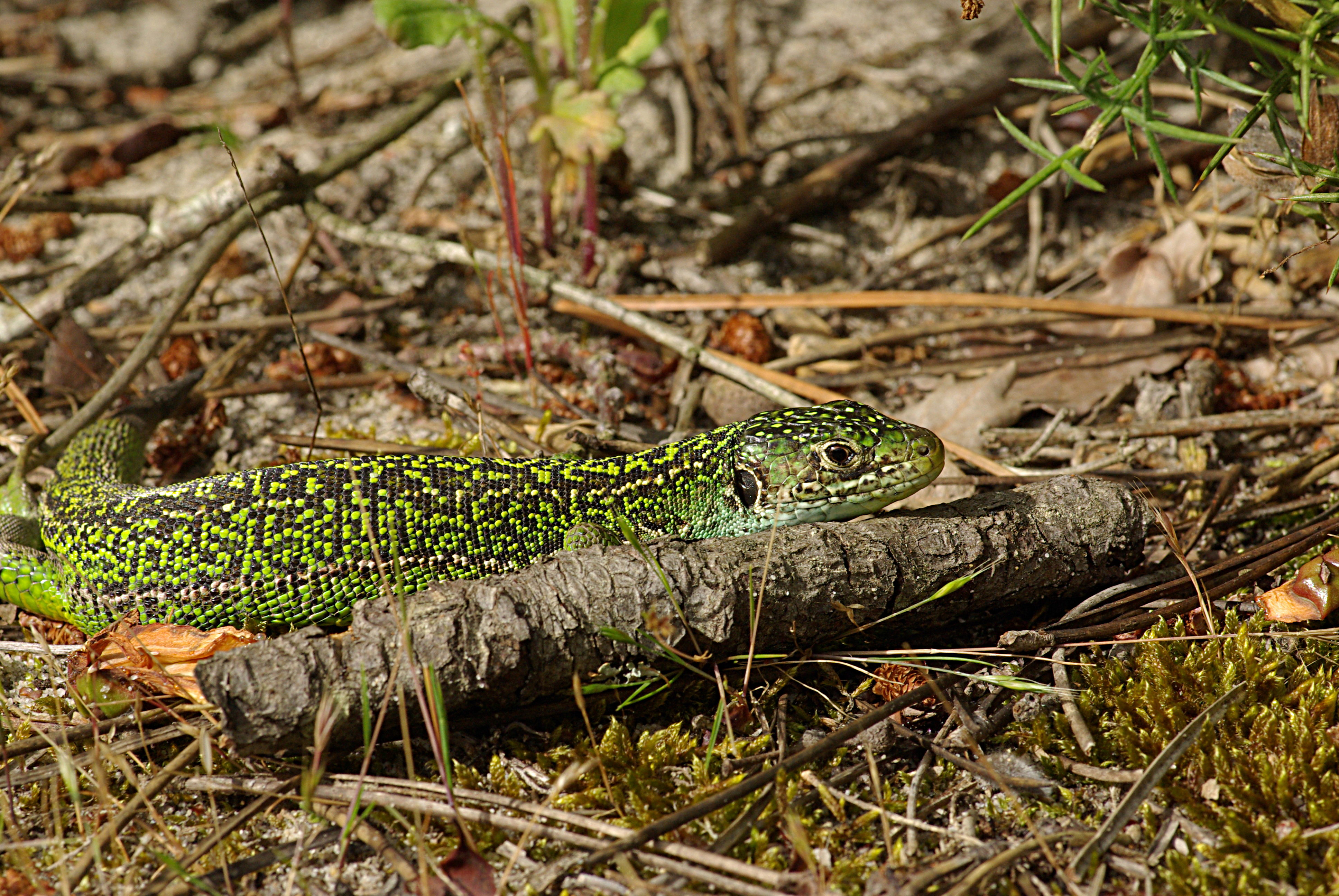
Lézard vert

## Intérêt touristique et pédagogique
L'accès au site est possible en utilisant les sentiers mis à disposition.

## Administration, plan de gestion, règlement
La réserve naturelle est gérée par l'Office français de la biodiversité.

### Outils et statut juridique
La réserve naturelle a été créée par un décret du 7 septembre 1983.